# Valerian Freyberg (3e baron Freyberg)
Pour les articles homonymes, voir Freyberg.
Valérian Bernard Freyberg, 3e baron Freyberg (né le 15 décembre 1970) est un pair britannique, siégeant comme crossbencher.

## Biographie
Fils du colonel Paul Freyberg (2e baron Freyberg) (en) et d'Ivry Perronelle Katharine, il fait ses études au Camberwell College of Arts, où il obtient un baccalauréat ès arts en 1994. Il succède à son père un an auparavant, en 1993. Il est l'un des 92 pairs héréditaires élus pour siéger à la Chambre des lords après la House of Lords Act 1999.